# Rode (Albe)
Die Rode ist ein knapp 25 km langer Bach in Frankreich, der in der Region Grand Est verläuft. Sie ist ein rechter und südsüdwestlicher Zufluss der Albe.

## Geographie

### Verlauf
Die Rode entspringt im Gemeindegebiet von Loudrefing dem See Niederster Weiher, entwässert generell in nordöstlicher Richtung durch den Regionalen Naturpark Lothringen und mündet nach 25 Kilometern beim Ortsteil Rech der Gemeinde Sarralbe als rechter Nebenfluss in die Albe. Die Rode durchquert auf ihrem Weg das Département Moselle und bildet auf einem Abschnitt des Unterlaufes die Grenze zum benachbarten Département Bas-Rhin.

### Zuflüsse
(Reihenfolge in Fließrichtung) 
- Ruisseau de l’Etang de Lhor (links), 0,4 km
- Ruisseau de l’Etang du Moulin d’Insviller (Mühlweihergraben) (rechts), 1,8 km
- Ruisseau des Roses (links), 11,9 km, 48,1 km², 0,49 m³/s
- Ruisseau de l’Etang Rouge (rechts), 2,0 km
- Engelgraben (links), 4,1 km
- Ruisseau du Papillon (links), 3,9 km

### Orte am Fluss
(Reihenfolge in Fließrichtung)
- Loudrefing (Lauterfingen)
- Lostroff (Losdorf)
- Insviller (Insweiler)
- Munster (Münster)
- Vibersviller (Wiebersweiler)
- Altwiller (Altweiler), Elsass
- Kirviller (Kirrweiler)
- Hinsingen, Elsass